# Sisyrinchium translucens
Sisyrinchium translucens är en irisväxtart som först beskrevs av Eugene Pintard Bicknell, och fick sitt nu gällande namn av Mario Adolfo Espejo Serna och López-ferr. Sisyrinchium translucens ingår i släktet gräsliljor, och familjen irisväxter. Inga underarter finns listade i Catalogue of Life.